# Alexander Kanoldt

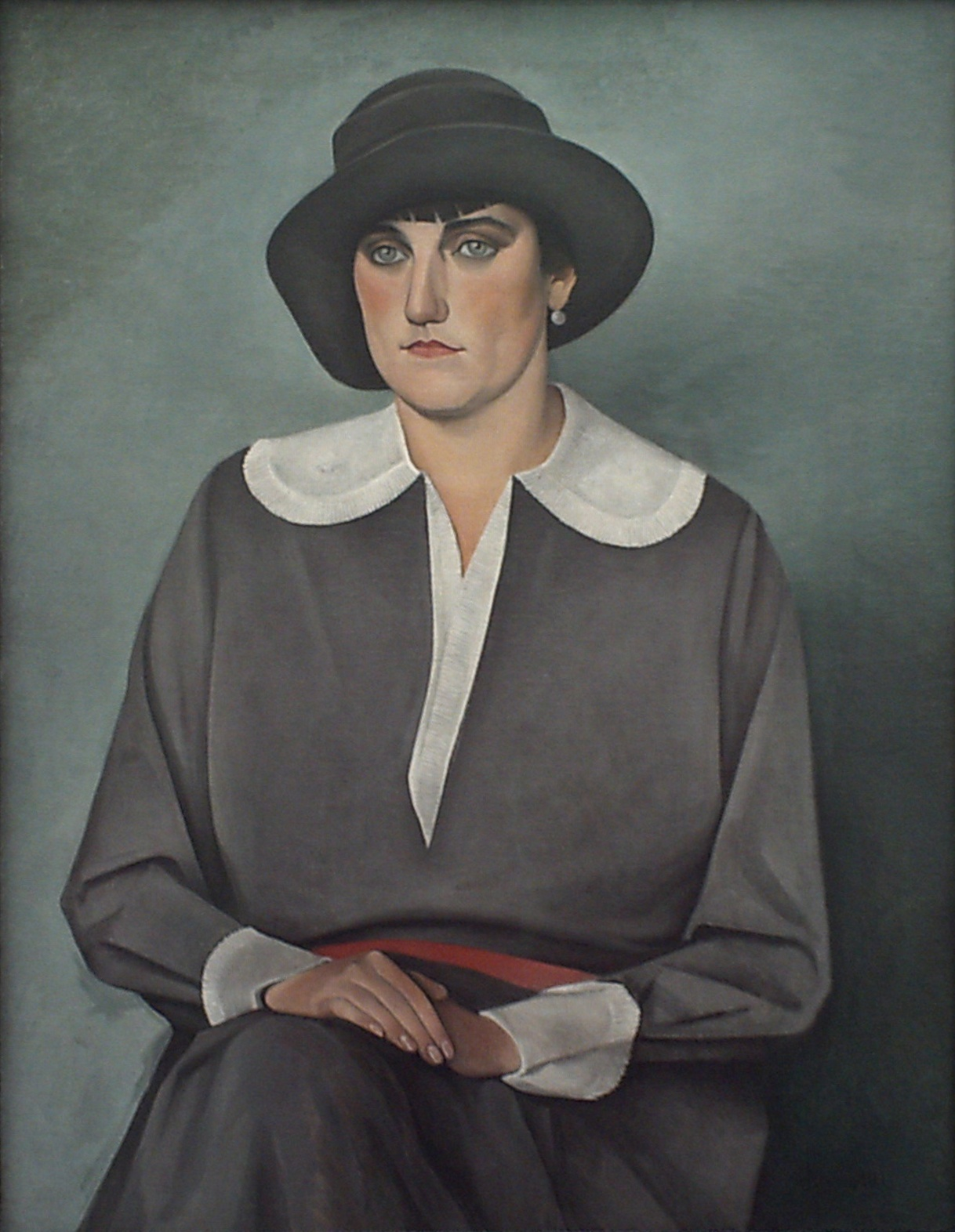
Obra de Alexander Kanoldt

Alexander Kanoldt  (Karlsruhe, 29 de setembro de 1881 – Berlim, 24 de janeiro de 1939) foi um pintor expressionista alemão, adscrito à Nova Objetividade. 
Filho do pintor "nazareno" Edmond Kanoldt, depois dos seus estudos em Karlsruhe mudou-se para Munique em 1908, onde se integrou no grupo Neue Künstlervereinigung München (Nova Associação de Artistas de Munique). Também foi membro da Nova Secessão de Munique em 1913. Depois do serviço militar na Primeira Guerra Mundial de 1914 a 1918, a obra de Kanoldt mostrou a influência de André Derain e do cubismo.
Na década de 1920 desenvolveu o seu estilo mais conhecido, ligado ao realismo mágico, principalmente com natureza-morta. Também pintou retratos no mesmo estilo severo, assim como paisagens geométricas. Em 1925 foi designado professor na Academia de Breslau, cargo que desempenhou até 1931. Durante este tempo entrou em conflito com a facção da Bauhaus na Academia, e estava cada vez mais em desacordo com a vanguarda. De 1933 até a sua demissão em 1936 foi o diretor da Escola Estatal de Arte de Berlim.
Com o advento do regime nazista em 1933 Kanoldt tentou pintar num estilo romântico; porém, muitas das suas obras foram requisadas em 1937 pelas autoridades, por ser "arte degenerada".